# Orgilus grunini
Orgilus grunini är en stekelart som beskrevs av Vladimir Ivanovich Tobias 1986. Orgilus grunini ingår i släktet Orgilus och familjen bracksteklar. Inga underarter finns listade i Catalogue of Life.